# Ябчанка

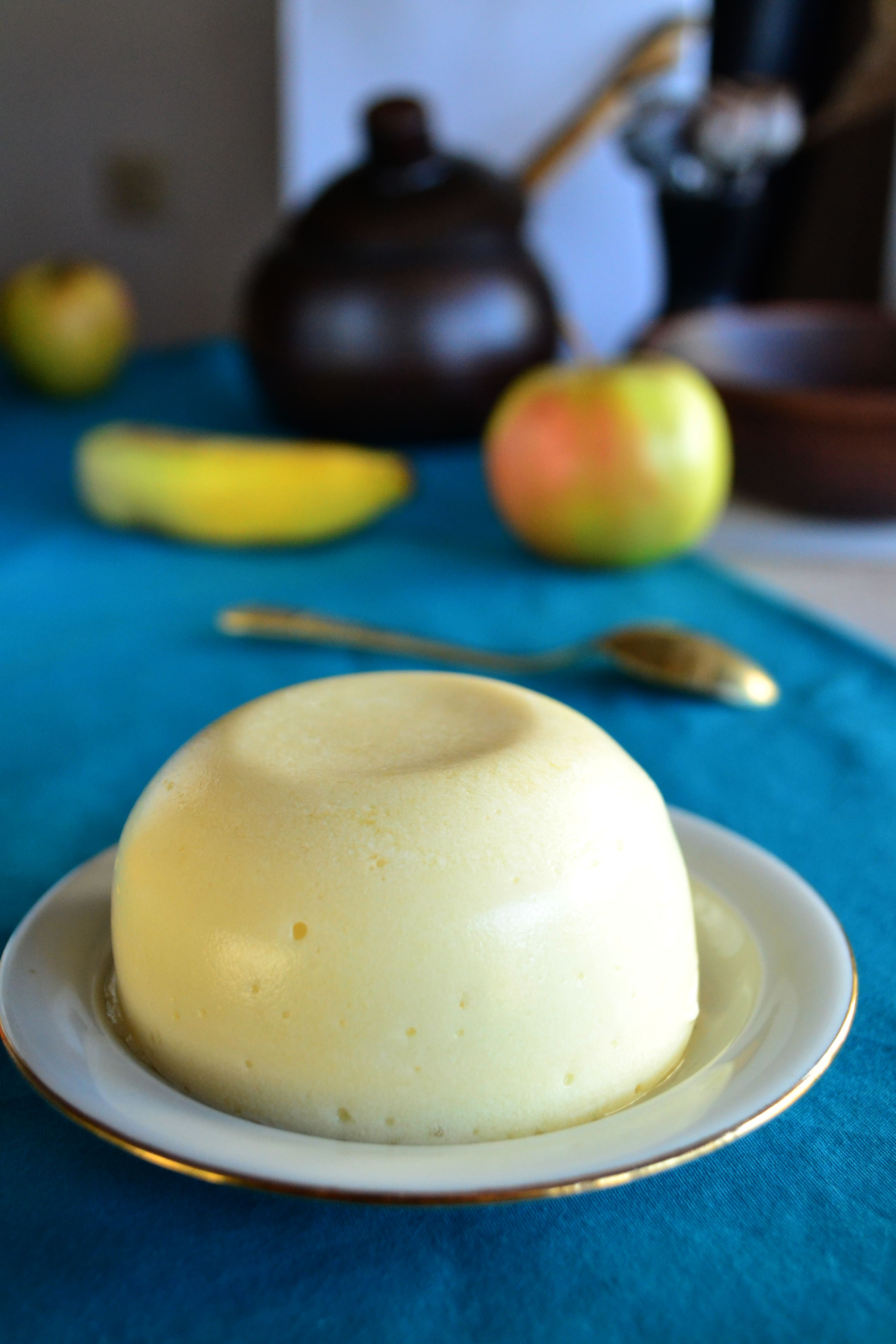
Сметанная ябчанка

Ябча́нка (укр. ябчанка, яблучанка) — холодный украинский десерт из яблок, напоминающий мусс, также может обозначать холодный фруктовый суп.

## Состав и приготовление

### Рецепт мусса
Яблоки запекают в духовке (можно использовать яблочное повидло), протирают мякоть через сито, добавляют сахар и сырые белки, после чего взбивают веничком до образования белой густой массы. После этого ябчанку выкладывают в форму и ставят в холодное место (на лёд) для охлаждения. Также готовят ябчанку сметанную, для чего добавляют немного белого вина или рома, смешивают со взбитыми сливками или сметаной и охлаждают.

### Рецепт супа
Сварить яблоки с кожурой в небольшом количестве воды и протереть через дуршлаг или сито. Долить немного воды, добавить по вкусу сахар и довести до кипения на медленном огне. Взболтать в пол литре молока или стакане сметаны 2 ложки муки, добавить щепотку корицы и ванильный сахар. Когда закипит яблочная часть — долить молоко (сметану) с мукой, и помешивая дать закипеть. Остудить. Подавать с корицей и гренками из белой булки. В некоторых рецептах вместо сухариков к ябчанке подается варёная фасоль.